# Schahid-Beheschti-Universität für Medizinische Wissenschaften und Gesundheitsdienste

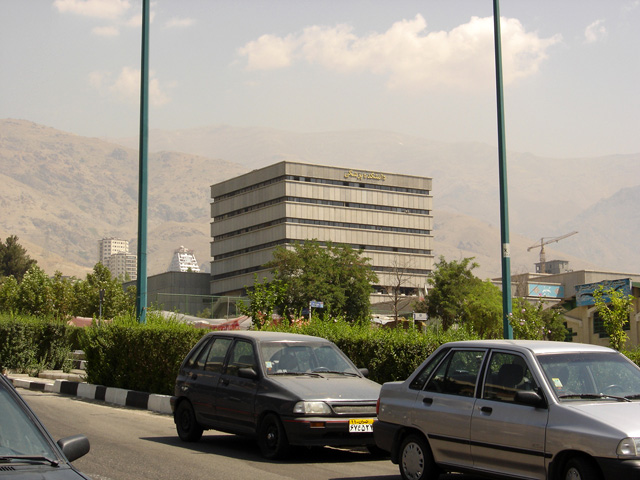
Die SBMU im Norden Teherans.

Die Schahid-Beheschti-Universität für Medizinische Wissenschaften und Gesundheitsdienste (persisch دانشگاه علوم پزشکی و خدمات بهداشتی درمانی شهید بهشتی, englisch Shahid Beheshti University of Medical Sciences) ist mit rund 13.000 Studierenden (SS 2008) eine der größten und renommiertesten iranischen Universitäten. Sie ist Teil der Schahid-Beheschti-Universität (SBU), die andere nichtmedizinische Fakultäten umfasst. 

## Geschichte
Die Hochschule wurde im Jahr 1960 als Teil der Nationaluniversität Iran, deren Name sich nach der islamischen Revolution im Jahr 1983 wegen des Attentats auf Mohammad Beheschti in “Schahid-Beheschti-Universität” änderte, gegründet. Die Universität wurde im Jahr 1986 im Zuge der Umstrukturierung und Reorganisation der SBU eigenständig. Im Jahr 2007 unterzeichneten die SBU und SBMU ein Abkommen, um von der Institute for Scientific Information einheitlich als Schahid-Beheschti-Universität gelistet zu werden. Shahid Beheshti University, M.C. verweist folglich auf Shahid Beheshti University of Medical Sciences and Health Services (deutsch Schahid-Beheshti-Universität für Medizinische Wissenschaften und Gesundheitsdienste).

## Wissenswertes
Die SBMU kommt nicht nur ihrer Lehr- und Forschungsverpflichtungen nach, sie ist auch für die medizinische Versorgung von vier Millionen Menschen im Norden und Nordosten Teherans und der näheren Umgebung (Damawand, Firūzkuh, Waramin, Pakdascht usw.) zuständig.
Die Hochschule umfasst acht Fakultäten, zwölf Universitätskliniken, sechs Krankenhäuser und sieben Bezirksgesundheitszentren. Dadurch genießt das SBMU auch als Ausbildungsstätte und Forschungszentrum für Ärzte und Wissenschaftler einen internationalen Ruf.

## Fakultäten
Die Schahid-Beheschti-Universität für Medizinische Wissenschaften und Gesundheitsdienste besteht aus acht Fakultäten, in denen den Studierenden verschiedene Gebiete der medinizischen Wissenschaften zur Auswahl stehen:
- Fakultät für Medizin
- Fakultät für Zahnmedizin
- Fakultät für Pharmazie
- Fakultät für Paramedizinische Wissenschaften
- Fakultät für Gesundheitswissenschaften
- Fakultät für Rehabilitation (u. a. Audiologie, Physiotherapie etc.)
- Fakultät für Geburtshilfe und Pflegewissenschaften
- Nationales Forschungszentrum und Institut für Ernährung und Lebensmitteltechnik